# Friedrich Wetter
Friedrich Wetter, född 20 februari 1928 i Landau in der Pfalz, är kardinal i Romersk-katolska kyrkan och emeriterad ärkebiskop av München och Freising.

## Biografi
Efter Abitur (artium) 1948 vid Landauer Gymnasium studerade Wetter teologi vid Påvliga universitetet Gregoriana i Rom och blev den 10 oktober 1953 prästvigd i Rom. År 1956 avlade han doktorsexamen i teologi.
Från 1956 till 1958 var han kaplan i Sankt-Josephs-Kirche i Speyer, där han till 1960 också var assistent och docent vid prästseminariet. Därefter var han en kort period hjälppräst i Glan-Münchweiler, fram till att han 1961 påbörjade arbetet med sin habilitation. 
Sedan var han verksam som docent, och senare som professor, i fundamentalteologi vid högskolan i Eichstätt. År 1965 habiliterade han sig i München under professor Michael Schmaus. År 1967 blev han professor i dogmatik vid universitetet i Mainz. Efter att påve Paulus VI utnämnde honom till biskop av Speyer fortsatte han som honorärprofessor där.
Han biskopsvigdes den 29 juni 1968 i domkyrkan i Speyer. Konsekrator var hans företrädare, Isidor Markus Emanuel; medkonsekratorer var Mainz-biskopen Hermann Volk och Trier-koadjutorbiskopen Alfred Kleinermeilert.
År 1982 blev Wetter av påve Johannes Paulus II utnämnd till ärkebiskop av München och Freising, som efterträdare till Joseph Ratzinger. Wetter blev den 25 maj 1985 upphöjd till kardinalpräst med Santo Stefano al Monte Celio som titelkyrka.
I enlighet med kyrkorätten ansökte Wetter kort tid före sin 75-årsdag hos Johannes Paulus II om avsked. Påven accepterade inte avskedsansökan. Efter valet av Benedikt XVI räknade man med att den nye påven ville acceptera en ny avskedsansökan. Den 2 februari 2007 skedde detta. Påven bad samtidigt Wetter att leda ärkestiftet som apostolisk administrator fram till att en ny biskop blivit utsedd. Utnämningen ägde rum den 30 november samma år. Den utvalde var Triers biskop Reinhard Marx.